# سیخک‌دراز اسمیت
سیخک‌دراز اسمیت (نام علمی: Calcarius pictus) نام یک گونه از سرده سیخک‌درازها است.